# 少花茜草
少花茜草（学名：Rubia ovatifolia）为茜草科茜草属下的一个种。

## 扩展阅读
- 維基物種上的相關：少花茜草